# Вулиця Павла Поповича (Черкаси)
Ву́лиця Павла Поповича — вулиця в Черкасах.

## Розташування
Починається від вулиці Поднєвича і простягається на південний захід до проспекту Хіміків.

## Опис
Вулиця вузька, асфальтована.

## Походження назви
Вулиця утворена 1967 року і названа на честь космонавтів.
22 грудня 2022 року вулиця Космонавтів перейменована на честь українського космонавта Павла Поповича.

## Будівлі
Ліва сторона цілком та права сторона від вулиці Чиковані приватними будинками.